# Fritillaria elwesii
Fritillaria elwesii är en liljeväxtart som beskrevs av Pierre Edmond Boissier. Fritillaria elwesii ingår i Klockliljesläktet och i familjen liljeväxter. Inga underarter finns listade.